# フェルディナント・アールト

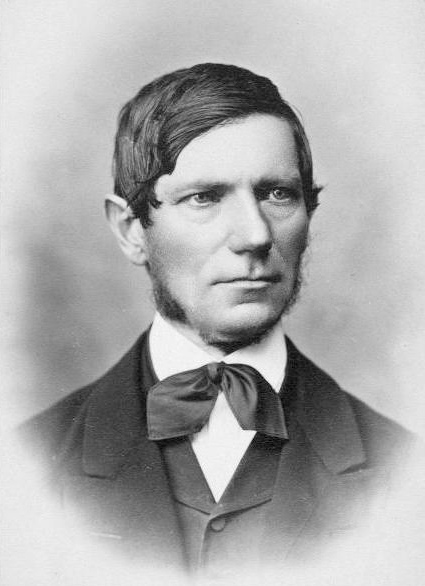
フェルディナント・アールト

フェルディナント・アールト（Carl Ferdinand von Arlt、1870年に爵位を受けてベルクシュミット男爵、Ritter von Bergschmidt、1812年4月18日 - 1887年3月7日）は、オーストリアの眼科医、医学者である。

## 略歴
現在のチェコ、ウースチー州のKrupkaに生まれた。リトムニェジツェの高校を卒業し、1831年に神学を学ぶためにプラハ大学に入学したが、医学に転じ、1839年に博士号を得て、1840年に眼科学の助教授となった。1842年に個人診療所を開いた。1849年にプラハ大学の正教授となった。1856年から1883年の間、ウィーン大学の教授となり、ローザス（de:Anton von Rosas）の後を継いで、眼科部門を率いた。ウィーン大学の眼科治療を改革し、病理学や生理学、組織学の研究を取り入れ、眼科学の科学的研究の基礎を築いた。

## 人物
- 国際的に参考にされた教科書『臨床医学のための眼の疾病』（"Die Krankheiten des Auges für practische Ärzte" 3巻、1851–1856）を著した。
- 有名な眼科学者、グレーフェ（Albrecht von Graefe）や貴族でありながら眼科医となったカール・テオドールはアールトの弟子、友人であった。耳鼻科の分野で業績を残した、トレルチ（de:Anton Friedrich von Tröltsch）もアールトの教えを受けた。[4]
- 眼科学の分野で、アルルト線（Arlt's line:眼病の症状）や. アルルト手術などに名前が残されている。
- 孫娘のイルゼ（Ilse Arlt）は社会学者として知られている。

## 著作
- Die Pflege der Augen im gesunden und kranken Zustand, nebst einem Anhange über die Augengläser. Prag 1846.
- Die Krankheiten des Auges für praktische Ärzte. 3 Bände, Prag 1851−1856.
- Operationslehre. (1874)
- Handbuch der gesammten Augenheilkunde,（共著) 7巻. Leipzig, Engelmann, 1874−80.
- Ueber die Ursachen und die Entstehung der Kurzsichtigkeit. Wien 1876.
- Meine Erlebnisse. Wiesbaden 1887.